# Mato Grosso (destroyer, 1908)
Pour les articles homonymes, voir Mato Grosso (homonymie).
Le Mato Grosso est un destroyer de classe Pará de la Marine brésilienne, en service de 1909 à 1946. Il porte le nom de l’état brésilien du Mato Grosso.

## Conception
En 1904, le Brésil a adopté un plan ambitieux pour rénover et moderniser sa marine. Le programme de rénovation navale a été négocié et adopté en décembre 1904, et prévoyait l’acquisition d’un grand nombre de navires, dont une douzaine de destroyers. En 1906, le programme a été modifié pour réduire à dix le nombre total de destroyers. Ces navires sont devenus connus sous le nom de destroyers de classe Pará.
Le navire avait une longueur hors tout de 73,2 m, un maître-bau de 7,2 m et un tirant d'eau de 2,4 m. Le navire était propulsé par deux moteurs à vapeur alternatifs à triple expansion, qui entraînaient deux arbres d'hélice et qui produisaient un total de 7403 ch (5520 kW) et donnaient une vitesse maximale de 27 nœuds (50 km/h). Au cours des essais en mer, la vitesse prévue dans le contrat a été dépassée et le navire a été chronométré à 27,16 nœuds (50,30 km/h). La vapeur des turbines était fournie par deux chaudières à double extrémité de type Yarrow. Le Mato Grosso transportait un maximum de 140 tonnes de charbon, ce qui lui permettait d’atteindre une autonomie d’environ 3700 milles marins (6900 km) à 14 nœuds (26 km/h)
Le navire avait deux canons de 102 mm en affûts simples. En outre, quatre canons de 47 mm montés en affûts simples ont été installés au moment du lancement.

## Historique
Après des essais en mer, le Mato Grosso est officiellement remis au gouvernement brésilien le 5 mai 1909, avec le capitaine Augusto Theotonio Pereira comme commandant. Il quitte Glasgow le 31 mai pour se rendre à Gourock, où il charge des munitions et part le lendemain pour le Brésil. Le destroyer s’arrête à Falmouth, Brest, Vigo, Lisbonne et Las Palmas avant d’arriver à São Vicente le 27 juin. Après avoir passé 6 jours au Cap-Vert, le Mato Grosso a quitté São Vicente le 3 juillet. Son voyage vers le Brésil a duré un peu plus de 5 jours et le destroyer a dû affronter une mer agitée lors de la dernière étape. Le navire est arrivé à Recife le 9 juillet vers 18 heures, et a été mis en cale sèche pour être repeint et refaire le plein de charbon.